# Zselic
Zselic je kopcovitý region v Maďarsku o rozloze 1160 km². Patří k Zadunajské vysočině a leží na jihozápadě země v župách Somogy a Baranya mezi městy Kaposvár a Szigetvár, na jihovýchodě na Zselic navazuje pohoří Mecsek. Nejvyšším bodem je Hollófészek, vysoký 358 metrů. Zselic má přezdívku „Kraj tisíců roklí“. Patří k povodí řeky Kapos.
Průměrná roční teplota se pohybuje mezi 9,8 a 10,7 stupni Celsia, srážky dosahují 700 mm ročně. Rostou zde bukové, lipové a borové lesy, oblast byla v minulosti známá těžbou kvalitní cihlářské hlíny. V roce 1976 byla vyhlášena Chráněná krajinná oblast Zselic, která je součástí systému Natura 2000. Turistickou atrakcí je skanzen v Szenně a lesní železnice v Almamelléku. V roce 2009 byl Zselic vyhlášen první oblastí tmavé oblohy v Maďarsku.